# 주남국민학교 요원분교
주남국민학교 요원분교는 경상북도 영양군 석보면 칠성봉길 9(요원리 46-2)에 있었던 초등학교이다.

## 연혁
- 1965년 3월 1일 가교사 1동 건립 및 석보국민학교 요원분실 설치
- 1965년 4월 1일 석보국민학교 요원분교장 설립 인가(1학년 24명, 2학년 18명)
- 1965년 4월 20일 석보국민학교 요원분교 개교
- 1968년 3월 1일 주남국민학교 요원분교장 개편
- 1970년 9월 24일 요원국민학교 승격 인가
- 1971년 3월 1일 요원국민학교 승격 분리, 1~6학년 4학급 편성
- 1971년 7월 1일 화매국민학교 삼의분교장 편입
- 1980년 3월 1일 주남국민학교 요원분교장 격하 편입[1]
- 1994년 3월 1일 폐교 및 주남국민학교 통폐합

## 동문
1. ↑  삼의분교장은 다시 화매국민학교로 편입됨